# Zandpanne
De Zandpanne is een natuurgebied dat is gelegen tussen de West-Vlaamse plaatsen Wenduine en De Haan.
Het betreft een duingebied van 10 ha dat beheerd wordt door Natuurpunt.
Het gebied is gelegen aan de binnenduinrand en omvat duinbos, open duingebied en enkele vochtige duinvalleien. Begin 20e eeuw werd er in deze duinen nog een waterzuiveringsproject uitgevoerd, waarbij ongezuiverd afvalwater in de duinen werd geïnfiltreerd. Hiertoe werden de duinen kunstmatig afgevlakt.
Men vindt hier onder meer walstrobremraap, duinviooltje en kandelaartje. Verder duinsterretjesmos en korstmossen als duinleermos en elandgeweimos. Van de ongeveer 250 soorten zwammen kunnen de paarse wasporia en de ruwe aardster. Tot de insecten behoren onder meer: bruin blauwtje, blauwvleugelsprinkhaan en mierenleeuw. De nauwe korfslak komt eveneens in het gebied voor.
Wegens de kwetsbaarheid is het gebied niet toegankelijk. Wel worden er wandelingen georganiseerd.